# الأطفال وتغير المناخ

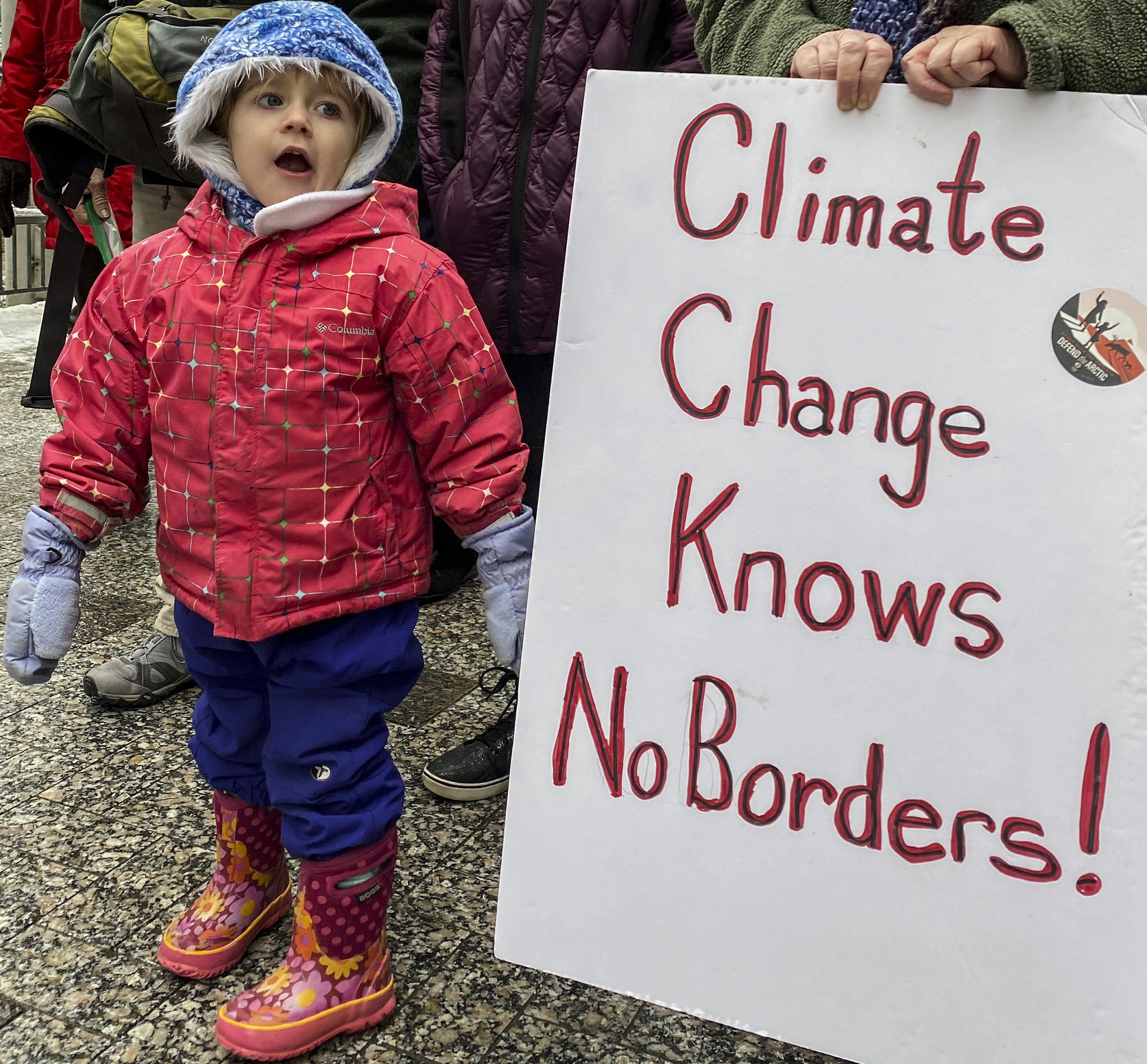
حالة الطوارئ المناخية -

تغير المناخ له تأثير مباشر وغير مباشر على الأطفال. الأطفال أكثر عرضة لتأثيرات تغير المناخ على البشر من البالغين. قدرت منظمة الصحة العالمية أن 88٪ من العبء العالمي الحالي للمرض مرتبط بتغير المناخ الذي يؤثر على الأطفال دون سن الخامسة. بحيث تسرد مراجعة لانسيت حول الصحة وتغير المناخ الأطفال على أنهم الفئة الأكثر تضررًا من تغير المناخ.
الأطفال جسديًا أكثر عرضة لتغير المناخ بجميع أشكاله. ولا يؤثر تغير المناخ على الصحة الجسدية للطفل فحسب، بل يؤثر أيضًا على رفاهيته حيث تحدد أوجه عدم المساواة السائدة بين البلدان وداخلها، وإلى حد كبير كيفية تأثير تغير المناخ على الأطفال.
والأطفال يعيشون في البلدان منخفضة الدخل يعانون من عبء أكبر من المرض وأقل قدرة على مواجهة أي تهديد لتغير المناخ. بالإضافة إلى ذلك، سيكون من الصعب ضمان حقوق الأطفال في ظل أزمة المناخ.

## تأثير تغير المناخ على الأطفال
تندرج آثار تغير المناخ في بعدين رئيسيين: مباشر أو غير مباشر، فوري أو مؤجل. مع الأخذ في الاعتبار التأثيرات على صحة الطفل الجسدية، يمكننا أن نذكر: الوفيات والإصابات، وأمراض الحرارة، والتعرض للسموم البيئية؛ الأمراض المعدية والأمراض الأخرى الموجودة في درجات الحرارة الأكثر دفئًا.
هناك أيضًا زيادة كبيرة في مشاكل الصحة العقلية ومشكلات التعلم مثل اضطراب ما بعد الصدمة (PTSD) والاكتئاب والقلق واضطرابات النوم والصعوبات المعرفية وصعوبات التعلم. بالنظر إلى هذا المثال حول فترة ما بعد الطعام في باكستان في عام 2010، أظهر 73٪ من الأطفال الذين تتراوح أعمارهم بين 10 و 19 عامًا مستويات عالية من اضطراب ما بعد الصدمة، حيث تأثرت الفتيات المشردات بشدة.
ومن الحوادث الخطيرة الأخرى التي تم رصدها: الكرب والحزن والغضب. فقدان الهوية مشاعر العجز واليأس. ارتفاع معدلات الانتحار. وتزايد العدوان والعنف.

### المأوى ودخل الأسرة والأمن الغذائي
يتأثر الأطفال بتدمير المنازل، والأخطار التي تهدد الأمن الغذائي، وفقدان سبل عيش الأسرة وذلك بسبب تغير المناخ. قد تتفاقم الآثار على الأطفال بسبب عدم المساواة الاجتماعية والاقتصادية، والنزاع المسلح، والأوبئة الصحية.
والأحداث المتطرفة الناجمة عن تغير المناخ يمكن أن تدمر المنازل والمدارس ومراكز رعاية الأطفال والبنية التحتية الحيوية الأخرى. حيثُ دمر إعصار هايان مدن وبلدات بأكملها بالأرض على جزيرتي ليتي وسمار بالفلبين. والعديد من الأطفال الناجين من إعصار هايان فقدوا منازلهم وممتلكاتهم. وفي عام 2020 تسبب إعصار مولاف في حدوث فيضانات وانهيارات أرضية دمرت المنازل، وعرض ما يقدر بنحو 2.5 مليون طفل في فيتنام للخطر. قتلت 9 وشردت أكثر من مليون شخص في فيتنام والفلبين.
حيثُ تسببت الأحداث المناخية في أضرار جسيمة للأرواح وسبل العيش. أدت الأعاصير وعرام العواصف والاضطرابات الأخرى إلى فقدان الأصول ورأس المال وانخفاض دخل الأسرة بين المزارعين والصيادين والعاملين في القطاع غير الرسمي وأصحاب الأعمال الصغيرة. والأسر التي لديها عدد أكبر من الأطفال هي أيضًا أكثر عرضة لمصاريف صحية كارثية من الجيب ومن المرجح أن تقع في الديون. بعد أن ضرب إعصار بارما الفلبين، كان هناك ارتفاع في معدلات التسرب من المدرسة نتيجة لفقدان دخل الأسرة. ويضطر الأطفال الذين استمروا في الدراسة أحيانًا إلى الذهاب إلى الفصل دون مصاريف لشراء الطعام.

## إجراءات تغير المناخ من قبل الأطفال

### الإضراب المدرسي من أجل المناخ
هي حركة دولية لطلاب المدارس الذين يشاركون في المظاهرات التي تهدف للمطالبة باتخاذ إجراءات من القادة السياسيين لاتخاذ إجراءات لمنع تغير المناخ وعدم استعمال الوقود الأحفوري للانتقال إلى الطاقة المتجددة.
بدأت الدعاية والتنظيم على نطاق واسع بعد أن نظمت التلميذة السويدية غريتا تونبرج احتجاجًا في أغسطس عام 2018 خارج البرلمان السويدي، حاملةً لافتة كتب عليها («الإضراب المدرسي من أجل المناخ»)
جمع الإضراب العالمي في 15 مارس من عام 2019 أكثر من مليون محتج. نُظم نحو 2200 إضرابًا في 125 دولةٍ. حصل الإضراب العالمي الثاني في 24 مايو 2019، إذ اجتذب 1600 حدثًا في 150 دولة جمعت مئات الآلاف من المتظاهرين. ضُبطت الأحداث لتتزامن مع انتخابات البرلمان الأوروبي لعام 2019.
تألف الأسبوع العالمي لعام 2019 من سلسلة تكونت من 4500 إضرابًا حصل في أكثر من 150 دولة، وتركزت في الفترة الممتدة من الجمعة الواقعة في 20 سبتمبر وحتى الجمعة الواقعة في 27 سبتمبر، وهي الفترة المتوقع أن يحصل فيها أكبر ضربات مناخية في تاريخ العالم، وقد جمعت إضرابات 20 سبتمبر ما يقارب 4 ملايين محتجًا، أغلبهم من تلاميذ المدارس، بما في ذلك 1.4 مليون شخصًا في الإضراب الذي حصل في ألمانيا. شارك في أضراب 27 سبتمبر ما يقدر بنحو مليوني شخصًا في المظاهرات في جميع أنحاء العالم، بما في ذلك أكثر من مليون متظاهرًا في إيطاليا وعدة مئات الآلاف من المتظاهرين في كندا.

### إجراءات قانونية
تم رفض قضية جوليانا ضد الولايات المتحدة في عام 2020 على أساس أن المدعين يفتقرون إلى الصفة اللازمة لرفع دعوى، ولكن تم فتح قضية جديدة على أساس أضيق. في قضية «دوارتي أجوستينو وآخرون ضد البرتغال وآخرين» التي رفعها أطفال وشباب، طلبت المحكمة الأوروبية لحقوق الإنسان من 33 دولة الرد بحلول مايو 2021 بمعلومات عن كيفية محاولتهم الحد من تغير المناخ.

## مشاركة الطفل في تغير المناخ

### النهج التربوي
من المهم دمج تغير المناخ في المناهج الدراسية. وبمجرد أن يتعرف الأطفال على وجود المشكلات البيئية العالمية من حولهم وإلحاحها، يصبحون أكثر وعيًا ومشاركة في تحسين الوضع البيئي في العالم.

### النهج القائم على الفنون
تساعد الفنون الأطفال في الجوانب التنموية المختلفة. من خلال التشجيع على التعبير عن الذات بشكل هادف فيما يتعلق بأي أفكار، وفيما يتعلق بتغير المناخ يجب أن يتم تقديم وسيط لتطوير قرارات مستدامة تجاه مجتمعهم والعالم.

### الأطفال وأولياء أمورهم
من الملاحظ أنه بمجرد وجود علاقة قوية بين الأطفال وأولياء أمورهم، يمكن أن يتأثر تصور الأخير للقضايا من خلال جهود أطفالهم. كلما زاد عدد الأطفال الذين يتواصلون مع قضايا تغير المناخ، كان من الممكن خلق وعي أفضل بين كليهما. لذلك، فإن تعزيز هذا الموقف التواصلي الودي له تأثير إيجابي على تصور الوالدين والعمل لاحقًا.